# Гинн, Дрю
Дрю Кэмерон Гинн (англ. Drew Cameron Ginn, род. 20 ноября 1974, Леонгата) — австралийский гребец, трёхкратный чемпион Олимпийских игр, пятикратный чемпион мира. Обладатель медали Томаса Келлера. Участник знаменитой австралийской Oarsome Foursome.

## Биография

### Академическая гребля
Заниматься греблей Гинн начал в шотландском колледже в Мельбурне, а продолжил в гребном клубе Mercantile. С 1993 года Дрю стал выступать за сборную штата Виктория. Участвовал в ряде международных стартов среди молодёжных сборных. В 1995 году Гинн дебютировал на взрослом чемпионате мира, однако на нём австралийская восьмёрка выступила неудачно, заняв лишь итоговое 11-е место. В 1996 году Гинн был включён в состав знаменитой Oarsome Foursome для участия в Олимпийских играх в Атланте. Предварительные раунды австралийская четвёрка преодолела в конкурентной борьбе, а в финале они смогли на финише опередить ряд сильных экипажей и стать олимпийскими чемпионами.
В 1997 году Гинн впервые стал призёром мирового первенства, завоевав бронзовую награду чемпионата мира в составе восьмёрки. В 1998 году австралийский гребец смог завоевать сразу две награды на одном чемпионате мира. В составе Oarsome Foursome Гинн стал обладателем золотой медали, а в зачёте двоек распашных стал серебряным призёром вместе с Майком Маккаем, с которым он незадолго до этого стал победителем этапа Кубка мира в Люцерне. С 1999 года Гинн начал выступать в двойках в паре с двукратным чемпионом Олимпийских игр Джеймсом Томкинсом. Австралийский экипаж последовательно выиграл Люцернскую регату, а затем и чемпионат мира и этап Кубка мира в Вене. Гинн и Томкинс являлись серьёзными претендентами на победу на Олимпийских играх, но из-за серьёзной травмы спины Гинн был вынужден приостановить спортивную карьеру. В результате Томкинс выступал на Играх вместе с Мэттью Лонгом и занял там третье место.
В 2002 году Дрю Гинн возобновил спортивную карьеру, вернувшись в пару к Томкинсу. Австралийская двойка в очередной раз выиграла этап в Люцерне, но на чемпионате мира в Севилье стала только 4-й. Гинн и Томкинс смогли реабилитироваться спустя год, победив на мировом первенстве в Милане. На Олимпийских играх в Афинах австралийская двойка уверенно выиграла предварительный заезд и полуфинал. В решающем раунде австралийцы смогли по ходу заезда создать отрыв от соперников и спокойно довела дело до победы.
После окончания Олимпийских игр Гинн вновь приостановил выступления на крупных международных соревнованиях. С 2006 года Дрю стал выступать в паре с Дунканом Фри. Австралийский экипаж за два сезона выиграл этап Кубка мира в Познани, а также чемпионаты мира 2006 и 2007 годов. На летних Олимпийских играх 2008 года австралийские гребцы уверенно пробились в финал соревнований, где в упорном соперничестве с канадцами Дэвидом Колдером и Скоттом Франдсеном Фри и Гинн стали олимпийскими чемпионами.
В 2011 году Гинн вернулся к соревновательной деятельности для подготовки к своим четвёртым Олимпийским играм. Гинн вошёл в состав четвёрки распашной без рулевого. На чемпионате мира 2011 года в Бледе австралийцы заняли третье место. Также на их счету значились два призовых места на предолимпийских этапах Кубка мира. На Играх в Лондоне главными соперниками австралийской четвёрки стали британские гребцы. Впервые эти две сборные встретились в полуфинале и хозяева Игр менее, чем на секунду оказались быстрее. Тем не менее обе сборные пробились в финал. В решающем заезде борьба за победу вновь развернулась между этими сборными и снова сильнее оказались британцы. Таким образом Дрю Гинн стал обладателем уже четвёртой олимпийской награды.

### Велоспорт
Помимо академической гребли Дрю Гинн некоторое время занимался велоспортом. В 2009 году Гинн принял участие в раздельной гонке на чемпионате Океании и выиграл её. На чемпионате Австралии 2010 года Гинн стал 6-м в раздельной гонке.

## Награды и звания
- В 2014 году был награждён медалью Томаса Келлера.
- В 2018 году был включён в зал славы австралийского спорта.